# Echipa națională de fotbal a Tunisiei
Echipa națională de fotbal a Tunisiei (arabă منتخب تونس لكرة القدم), poreclită Les Aigles de Carthage (Vulturii din Cartagina), este echipa națională a Tunisiei și este condusă de Federația Tunisiană de Fotbal. S-au calificat la șase ediții ale Campionatului Mondial de Fotbal, prima în 1978, dar nu au reușit până acum să treacă de faza grupelor. Au făcut istorie la turneul din 1978 care a avut loc în Argentina devenind prima echipă africană care a câștigat un meci la Campionatul Mondial, după victoria în fața Mexicului cu 3-1.
Tunisia a câștigat Cupa Africii pe Națiuni în 2004 când au găzduit turneul.

## Palmares

### Campionatul Mondial
- Campionatul Mondial de Fotbal

| Anul        | Runda                  | Poziția                | MJ                     | V                      | E                      | Î                      | GM                     | GP                     |
| ----------- | ---------------------- | ---------------------- | ---------------------- | ---------------------- | ---------------------- | ---------------------- | ---------------------- | ---------------------- |
| 1930 - 1954 | Făcea parte din Franța | Făcea parte din Franța | Făcea parte din Franța | Făcea parte din Franța | Făcea parte din Franța | Făcea parte din Franța | Făcea parte din Franța | Făcea parte din Franța |
| 1958        | Nu a intrat            | Nu a intrat            | Nu a intrat            | Nu a intrat            | Nu a intrat            | Nu a intrat            | Nu a intrat            | Nu a intrat            |
| 1962        | Nu s-a calificat       | Nu s-a calificat       | Nu s-a calificat       | Nu s-a calificat       | Nu s-a calificat       | Nu s-a calificat       | Nu s-a calificat       | Nu s-a calificat       |
| 1966        | S-a retras             | S-a retras             | S-a retras             | S-a retras             | S-a retras             | S-a retras             | S-a retras             | S-a retras             |
| 1970 - 1974 | Nu s-a calificat       | Nu s-a calificat       | Nu s-a calificat       | Nu s-a calificat       | Nu s-a calificat       | Nu s-a calificat       | Nu s-a calificat       | Nu s-a calificat       |
| 1978        | Faza Grupelor          | 9                      | 3                      | 1                      | 1                      | 1                      | 3                      | 2                      |
| 1982 - 1994 | Nu s-a calificat       | Nu s-a calificat       | Nu s-a calificat       | Nu s-a calificat       | Nu s-a calificat       | Nu s-a calificat       | Nu s-a calificat       | Nu s-a calificat       |
| 1998        | Faza Grupelor          | 27                     | 3                      | 0                      | 1                      | 2                      | 1                      | 4                      |
| 2002        | Faza Grupelor          | 29                     | 3                      | 0                      | 1                      | 2                      | 1                      | 5                      |
| 2006        | Faza Grupelor          | 24                     | 3                      | 0                      | 1                      | 2                      | 3                      | 6                      |
| 2010 - 2014 | Nu s-a calificat       | Nu s-a calificat       | Nu s-a calificat       | Nu s-a calificat       | Nu s-a calificat       | Nu s-a calificat       | Nu s-a calificat       | Nu s-a calificat       |
| 2018        | Faza Grupelor          | 24                     | 3                      | 1                      | 0                      | 2                      | 5                      | 8                      |
| 2022        | Faza grupelor          | 20                     | 3                      | 1                      | 1                      | 1                      | 1                      | 1                      |
| Total       | 6/22                   | Locul 9                | 18                     | 3                      | 5                      | 10                     | 14                     | 26                     |

#### Rezultate
| Parcursul la Campionatul Mondial | Parcursul la Campionatul Mondial | Parcursul la Campionatul Mondial | Parcursul la Campionatul Mondial |
| Anul                             | Runda                            | Scor                             | Rezultat                         |
| -------------------------------- | -------------------------------- | -------------------------------- | -------------------------------- |
| 1978                             | Faza Grupelor                    | Tunisia 3 – 1 Mexic              | Victorie                         |
| 1978                             | Faza Grupelor                    | Tunisia 0 – 1 Polonia            | Înfrângere                       |
| 1978                             | Faza Grupelor                    | Tunisia 0 – 0 Germania           | Egal                             |
| 1998                             | Faza Grupelor                    | Tunisia 0 – 2 Anglia             | Înfrângere                       |
| 1998                             | Faza Grupelor                    | Tunisia 0 – 1 Columbia           | Înfrângere                       |
| 1998                             | Faza Grupelor                    | Tunisia 1 – 1 România            | Egal                             |
| 2002                             | Faza Grupelor                    | Tunisia 0 – 2 Rusia              | Înfrângere                       |
| 2002                             | Faza Grupelor                    | Tunisia 1 – 1 Belgia             | Egal                             |
| 2002                             | Faza Grupelor                    | Tunisia 0 – 2 Japonia            | Înfrângere                       |
| 2006                             | Faza Grupelor                    | Tunisia 2 – 2 Arabia Saudită     | Egal                             |
| 2006                             | Faza Grupelor                    | Tunisia 1 – 3 Spania             | Înfrângere                       |
| 2006                             | Faza Grupelor                    | Tunisia 0 – 1 Ucraina            | Înfrângere                       |
| 2018                             | Faza Grupelor                    | Tunisia 1 – 2 Anglia             | Înfrângere                       |
| 2018                             | Faza Grupelor                    | Tunisia 2 – 5 Belgia             | Înfrângere                       |
| 2018                             | Faza Grupelor                    | Tunisia 2 – 1 Panama             | Victorie                         |
| 2022                             | Faza Grupelor                    | Tunisia 0 – 0 Danemarca          | Egal                             |
| 2022                             | Faza Grupelor                    | Tunisia 0 – 1 Australia          | Înfrângere                       |
| 2022                             | Faza Grupelor                    | Tunisia 1 – 0 Franța             | Victorie                         |

#### Adversari
| Adversar       | Meciuri | Victorie | Remiză | Înfrângere |           | Adversar | Meciuri | Victorie | Remiză | Înfrângere |
| -------------- | ------- | -------- | ------ | ---------- | --------- | -------- | ------- | -------- | ------ | ---------- |
| Anglia         | 2       | 0        | 0      | 2          | Belgia    | 2        | 0       | 1        | 1      |            |
| Arabia Saudită | 1       | 0        | 1      | 0          | Australia | 1        | 0       | 0        | 1      |            |
| Columbia       | 1       | 0        | 0      | 1          | Danemarca | 1        | 0       | 1        | 0      |            |
| Franța         | 1       | 1        | 0      | 0          | Germania  | 1        | 0       | 1        | 0      |            |
| Japonia        | 1       | 0        | 0      | 1          | Mexic     | 1        | 1       | 0        | 0      |            |
| Panama         | 1       | 1        | 0      | 0          | Polonia   | 1        | 0       | 0        | 1      |            |
| România        | 1       | 0        | 1      | 0          | Rusia     | 1        | 0       | 0        | 1      |            |
| Spania         | 1       | 0        | 0      | 1          | Ucraina   | 1        | 0       | 0        | 1      |            |
| 8 echipe       | 9       | 2        | 2      | 5          | 8 echipe  | 9        | 1       | 3        | 5      |            |

### Cupa Confederațiilor FIFA
| Anul              | Runda            | Poziția | MJ | V | E | Î | GM | GP |
| ----------------- | ---------------- | ------- | -- | - | - | - | -- | -- |
| 1992 până la 2003 | Nu s-a calificat | -       | -  | - | - | - | -  |    |
| 2005              | Runda 1          | 3       | 1  | 0 | 2 | 3 | 5  |    |
| 2009              | Nu s-a calificat | -       | -  | - | - | - | -  |    |
| Total             | 1/8              | 3       | 1  | 0 | 2 | 3 | 5  |    |

### Cupa Africii pe Națiuni
| 1957 | Nu a participat  | 1976 | Nu s-a calificat | 1994 | Runda 1            |
| 1959 | Nu a participat  | 1978 | Locul patru      | 1996 | Locul doi          |
| 1962 | Locul trei       | 1980 | S-a retras       | 1998 | Sferturi de finală |
| 1963 | Runda 1          | 1982 | Runda 1          | 2000 | Locul patru        |
| 1965 | Locul doi        | 1984 | Nu s-a calificat | 2002 | Runda 1            |
| 1968 | Nu s-a calificat | 1986 | Nu s-a calificat | 2004 | Campioni           |
| 1970 | Nu a participat  | 1988 | Nu s-a calificat | 2006 | Sferturi de finală |
| 1972 | Nu s-a calificat | 1990 | Nu s-a calificat | 2008 | Sferturi de finală |
| 1974 | Nu a participat  | 1992 | Nu s-a calificat | 2010 | Runda 1            |

## Lotul pentru Campionatul Mondial 2022
Următori jucători au fost convocați pentru a disputa meciurile de la Campionatul Mondial de Fotbal 2022.
| Nr. | Poz. | Jucător                  | Data nașterii (vârsta)         | Selecții | Goluri | Club               |
| --- | ---- | ------------------------ | ------------------------------ | -------- | ------ | ------------------ |
| 1   | P    | Aymen Mathlouthi         | 14 septembrie 1984 (40 de ani) | 73       | 0      | Étoile du Sahel    |
| 16  | P    | Aymen Dahmen             | 28 ianuarie 1997 (28 de ani)   | 5        | 0      | CS Sfaxien         |
| 22  | P    | Bechir Ben Saïd          | 29 noiembrie 1992 (32 de ani)  | 10       | 0      | US Monastir        |
| 26  | P    | Mouez Hassen             | 5 martie 1995 (30 de ani)      | 20       | 0      | Club Africain      |
|     |      |                          |                                |          |        |                    |
| 2   | F    | Bilel Ifa                | 9 martie 1990 (35 de ani)      | 37       | 0      | Kuwait SC          |
| 3   | F    | Montassar Talbi          | 26 mai 1998 (26 de ani)        | 23       | 1      | Lorient            |
| 4   | F    | Yassine Meriah           | 2 iulie 1993 (31 de ani)       | 61       | 3      | Espérance de Tunis |
| 5   | F    | Nader Ghandri            | 18 februarie 1995 (30 de ani)  | 8        | 0      | Club Africain      |
| 6   | F    | Dylan Bronn              | 19 iunie 1995 (29 de ani)      | 36       | 2      | Salernitana        |
| 12  | F    | Ali Maâloul              | 1 ianuarie 1990 (35 de ani)    | 83       | 2      | Al Ahly            |
| 20  | F    | Mohamed Dräger           | 25 iunie 1996 (28 de ani)      | 34       | 3      | Luzern             |
| 21  | F    | Wajdi Kechrida           | 5 noiembrie 1995 (29 de ani)   | 19       | 0      | Atromitos          |
| 24  | F    | Ali Abdi                 | 20 decembrie 1993 (31 de ani)  | 10       | 2      | Caen               |
|     |      |                          |                                |          |        |                    |
| 8   | M    | Hannibal Mejbri          | 21 ianuarie 2003 (22 de ani)   | 19       | 0      | Birmingham City    |
| 13  | M    | Ferjani Sassi            | 18 martie 1992 (33 de ani)     | 78       | 6      | Al-Duhail          |
| 14  | M    | Aïssa Laïdouni           | 13 decembrie 1996 (28 de ani)  | 25       | 1      | Ferencváros        |
| 15  | M    | Mohamed Ali Ben Romdhane | 6 septembrie 1999 (25 de ani)  | 23       | 1      | Espérance de Tunis |
| 17  | M    | Ellyes Skhiri            | 10 mai 1995 (29 de ani)        | 49       | 3      | 1. FC Köln         |
| 18  | M    | Ghailene Chaalali        | 28 februarie 1994 (31 de ani)  | 31       | 1      | Espérance de Tunis |
| 25  | M    | Anis Ben Slimane         | 16 martie 2001 (24 de ani)     | 25       | 4      | Brøndby            |
|     |      |                          |                                |          |        |                    |
| 7   | A    | Youssef Msakni (căpitan) | 28 octombrie 1990 (34 de ani)  | 88       | 17     | Al-Arabi           |
| 9   | A    | Issam Jebali             | 25 decembrie 1991 (33 de ani)  | 10       | 2      | OB                 |
| 10  | A    | Wahbi Khazri             | 8 februarie 1991 (34 de ani)   | 72       | 24     | Montpellier        |
| 11  | A    | Taha Yassine Khenissi    | 6 ianuarie 1992 (33 de ani)    | 48       | 9      | Kuwait SC          |
| 19  | A    | Seifeddine Jaziri        | 12 februarie 1993 (32 de ani)  | 29       | 10     | Zamalek            |
| 23  | A    | Naïm Sliti               | 27 iulie 1992 (32 de ani)      | 69       | 14     | Al-Ettifaq         |